# Halvard Kausland
Halvard Magne Kausland (Sund, 25 de abril de 1945 – 21 de diciembre de 2017) fue un guitarrista de jazz noruego.

## Biografía
Nació y creció en Sund. Estudió en la Norges kommunal- og sosialhøgskole, Universidad de Agder y la Universidad de Bergen. El 20 de septiembre de 1996 se anunció que Kausland había sido nombrado director interino del Consejo de las Artes de Noruega, y que ocupó el cargo desde el 1 de noviembre de 1996 al 31 de marzo de 2000.
Kausland es también conocido por ser un gran guitarrista de jazz, habiendo tocado en la banda de Ole Paus entre otros grupos. De 1997 a 2001 fue jefe del Foruma de jazz de Noruega. Desde 2009 fue jefe del Norsk musikkråd.
Desde 1966 hasta 1979 se casó con Grethe Kausland. Ella no volvió a ponerse el apellido de soltera Nilsen después del final del matrimonio sino que mantuvo el nombre Kausland. Halvard Kausland se casó posteriormente con Helle Brunvoll, con el que grabó álbumes de jazz como In Our House (2009), Your Song (2012) y Latitude (2015).

## Discografía

### Álbumes en solitario
En el Kausland/Mathisen Quartet
- 2002: Good Bait (Hot Club)

Con Helle Brunvoll
- 2009: In Our (Naxos)
- 2012: Your Song (Naxos)
- 2015: Latitude (Naxos)

### Colaboraciones
Con Øystein Sunde
- 1974: Ikke Bare Tyll (Philips)

Con Ole Paus
- 1976: I Anstendighetens Navn (Sonet)